# باول واتكينز
باول واتكينز (بالإنجليزية: Paul Watkins)‏ هو كاتب سير ذاتية أمريكي، ولد في 25 يناير 1950، وتوفي في 3 أغسطس 1990 في Tecopa, California ‏ في الولايات المتحدة بسبب ابيضاض الدم.